# エディ・ジョンソン (サッカー選手)
エドワード・アブラハム "エディ"・ジョンソン（Edward Abraham "Eddie" Johnson, 1984年3月31日 - ）は、アメリカ合衆国フロリダ州バネル出身の元サッカー選手、アメリカ代表。ポジションはセンターフォワード。

## クラブ経歴

### ダラス・バーン
2001年にメジャーリーグサッカーとアメリカ合衆国サッカー連盟が共同で若手発掘を目的としたプロジェクト40（en）に参加すると共に最年少選手の1人としてのスーパードラフトの2巡目、全体の19番目でダラス・バーンから指名されて入団した。最初の3年は、年代別代表でエースとして活躍しているのとは反比例し、平均して先発5試合・2得点と僅かなものだった。そのこともあり、2004年シーズン開幕前の練習中に受けたパスに不満を持ち、コーンを蹴飛ばす場面が見受けられたものの、いざリーグが開始されると12得点を挙げて頭角を現し、2005年1月にポルトガル1部のSLベンフィカから当時のリーグ最高記録となる移籍金500万ドルが提示された。しかし、クラブ側とジョンソンの両方が提案を拒否して移籍することはなかった。翌2005年シーズンは、さらなる飛躍を望まれたが、5月22日のチーヴァスUSA戦でに右足の第1中足骨を疲労骨折して2ヶ月離脱すると、さらに9月15日に同箇所を疲労骨折した。当初は4から6週間での復帰が見込まれていたものの、予想以上に負傷が長引きシーズン終了まで完治しなかったことで一時解雇となっていた。

### カンザスシティ・ウィザーズ
ダラスとのサラリーキャップの問題から、2006年2月14日に割り当て2枠との引き換えでカンザスシティ・ウィザーズへ移籍。加入1年目は、精彩を欠き僅か2得点にとどまり、オフシーズンにはイングランド1部のレディングFCへの移籍を目指して訓練に参加するも契約を勝ち取ることは出来なかった。しかし、2007年5月27日のニューイングランド・レボリューション戦でハットトリックを達成すると、続く6月3日のニューヨーク・レッドブルズ戦でも同様に決めたことでリーグ史上連続でハットトリックを達成した最初の選手となったように2年目は調子を取り戻し、最初の11試合で12得点3得点を記録した。最終的に同シーズンは、24試合15得点6アシストを記録し、2週連続の週間最優秀選手賞と4月度の月間最優秀選手賞を受賞した結果、MLS年間最優秀カムバック選手賞に選出された。

### フラム

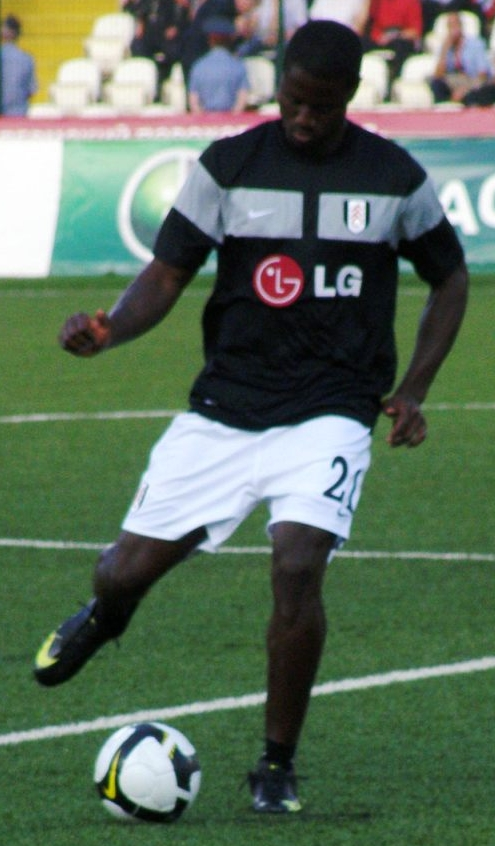
フラムFCでウォーミングアップするジョンソン

2007年7月にイングランド1部のダービー・カウンティFCから関心を寄せられていると噂が流れると、これに対してダービーのビリー・デイヴィス監督自身が関心を認めたことで渡英するとの憶測がさらに増加した。しかし、7月24日にウィザーズのテクニカルディレクターのピーター・ベルメシュ（en）は、ジョンソンがチームへ残留するとの意思を表明したことによってダービーからの移籍金360万ドルのオファーを拒否したことを明らかにした。なお、同取引が終了した際にダービーからのオファーを拒否したが、将来的な移籍の可能性を否定しない発言をしており、オフシーズンの2008年1月17日にカリフォルニア州での代表チームの合宿から離脱し、1月23日にフラムFCと2011年夏までの3年半契約を締結した。フラムではブライアン・マクブライド、クリント・デンプシー、カルロス・ボカネグラ、ケーシー・ケラーといった多くの同胞と同僚となり、ロイ・ホジソン監督から「我々の攻撃を別次元に持っていく能力がある」と彼らと同様の活躍を期待されたものの、出場機会が恵まれずにプレーも精彩を欠いたため、3クラブでの期限付き移籍を経て2011年7月1日に放出された。
カーディフ・シティへのローン

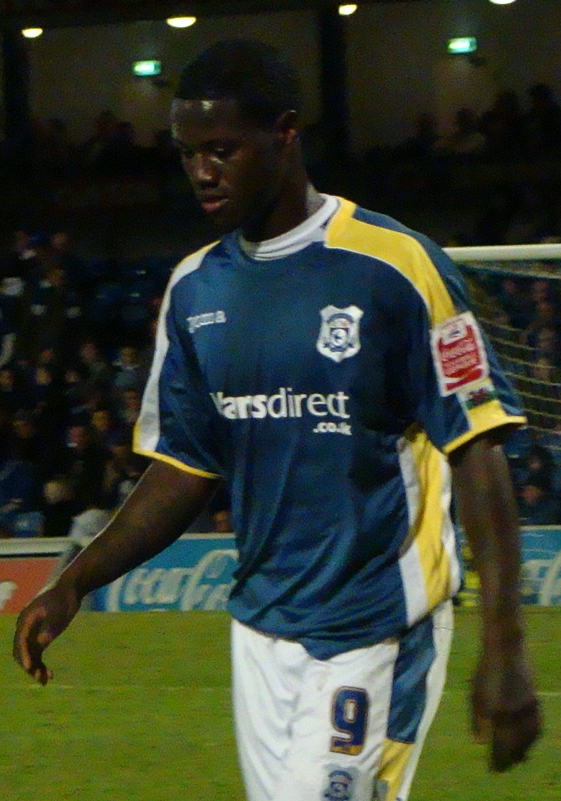
カーディフ・シティFCでのジョンソン

2008年8月22日に同国2部のカーディフ・シティFCへ期限付き移籍をする。8月26日にフットボールリーグカップのミルトン・キーンズ・ドンズFC戦（2-1）で公式戦初出場、4日後のシェフィールド・ユナイテッドFC戦（0-0）で85分からリーグ戦初出場を飾ることになったが、カーディフでもなかなかMLS時代の輝きを取り戻すことが出来ずにいた。しかし、シーズンが進むにつれて調子を少し取り戻し、2009年3月7日のドンカスター・ローヴァーズFC戦（3-0）で待望の初得点を挙げると、4日後のバーンズリーFC戦（3-1）で同試合の最優秀選手に選出され、1ヶ月後のダービー戦（4-1）でロスタイムにシーズン通算2得点を記録した。
アリスへのローン
2009-10シーズンにフラムへ復帰。シーズン前にメルボルン・ビクトリーFCとの親善試合で得点を挙げ、2009年8月6日のFKヴェトラとのUEFAヨーロッパリーグ 2009-10第2戦（3-0）で途中出場からアシストする等、存在感をアピールしたが、リーグ戦での出場は僅か4試合にとどまったことで定期的な出場機会を求めて12月31日にギリシャ1部のアリス・テッサロニキへシーズン終了までの期限付き移籍をした。1月13日にギリシャ・フットボールカップベスト16のアステラス・トリポリFC戦（2-0）で79分から公式戦初出場、1月17日のPASヨアニナFCでリーグ戦初出場を飾り、リーグ戦で5得点を記録。そのうち、プレーオフでは最多の3得点を挙げており、4月28日のオリンピアコスFC戦（2-0）で同胞フレディ・アドゥのアシストと守備のミスから2得点を挙げる活躍を見せた。
プレストンへのローン
2010-11シーズンにフラムへ復帰してリーグ戦11試合に出場するも得点することが出来ず、2011年1月31日にイングランド2部のプレストン・ノースエンドFCへ期限付き移籍をした。キャリアの再燃を目指したプレストンでは、4月5日のレディング戦でキース・トレイシー（en）のクロスから初得点を挙げたかに思われたが、後に相手GKアレックス・マッカーシー（en）のオウンゴールとして記録されたことで最終的に無得点で終了した。

### シアトル・サウンダーズ
2011年7月にフラム側から放出されて自由契約選手となった後、12月22日にメキシコ1部のプエブラFCと契約したと発表されたものの、正式には契約しておらず、フアン・カルロス・オソリオ（en）監督とチームの技術スタッフの意見の相違から3, 4回練習した後に放出される屈辱を味わった。
2012年2月17日にMLSと契約し、翌18日に割り当て枠によってモントリオール・インパクトに選択されると、すぐさまにマイク・フシート（en）とラマー・ニーグル（en）との引き換えでシアトル・サウンダーズFCへ入団を果たして、4月7日のDCユナイテッド戦（0-0）で後半から初出場を飾った。4月28日のシカゴ・ファイアー戦（2-1）で移籍後初得点にして自身2年ぶりとなる待望の得点を挙げると、続くロサンゼルス・ギャラクシー戦でも得点を挙げる等、得点感覚を取り戻していくことになり、ベン・オルセン（en）監督によって選出されたMLSオールスターゲームでは、チェルシー相手に決勝点を挙げて3-2の勝利に貢献した。また、2012年シーズン中にリーグの週間最優秀選手賞を2度選出されており、22週目のロサンゼルス・ギャラクシー戦（4-0）での1得点の活躍から初受賞し、27週目のチーヴァスUSA戦（2-1）での2得点による逆転勝利によって2度目を受賞した。最終的に同シーズンはチーム最多にして得点ランキング6位となる14得点（その内、頭でリーグ最多の9得点）を挙げる活躍から、カンザスシティ・ウィザーズ時代の2007年以来2度目となるMLS年間最優秀カムバック選手賞に選出され、MLSのコミッショナーであるドン・ガーバーは、「ジョンソンはシアトルで素晴らしい復活を遂げた。彼は17歳の時に私達のリーグに参加し、そして28歳で全盛期の1つを迎えた。私は彼にとって今後も素晴らしい年があると感じてる」と言葉を送った。
2013年シーズンもチームの主軸としてプレーする中、CONCACAFチャンピオンズリーグ準々決勝のUANLティグレス戦で75分に得点を挙げたことにより2試合合計3-2でチームを準決勝進出に導く。なお、この結果によって同大会（チャンピオンズカップ時代を除く）史上でメキシコのクラブに勝利した最初のアメリカのクラブとなっている。

### DCユナイテッド
2013年シーズン終了後に自身の契約の改善を公に求めた。しかし、サラリーキャップの問題からシアトル側の答えは芳しくなかったため、他クラブへの移籍の可能性が加速していき、2013年12月17日に配分金と引き換えでDCユナイテッドと契約した。

## 代表経歴

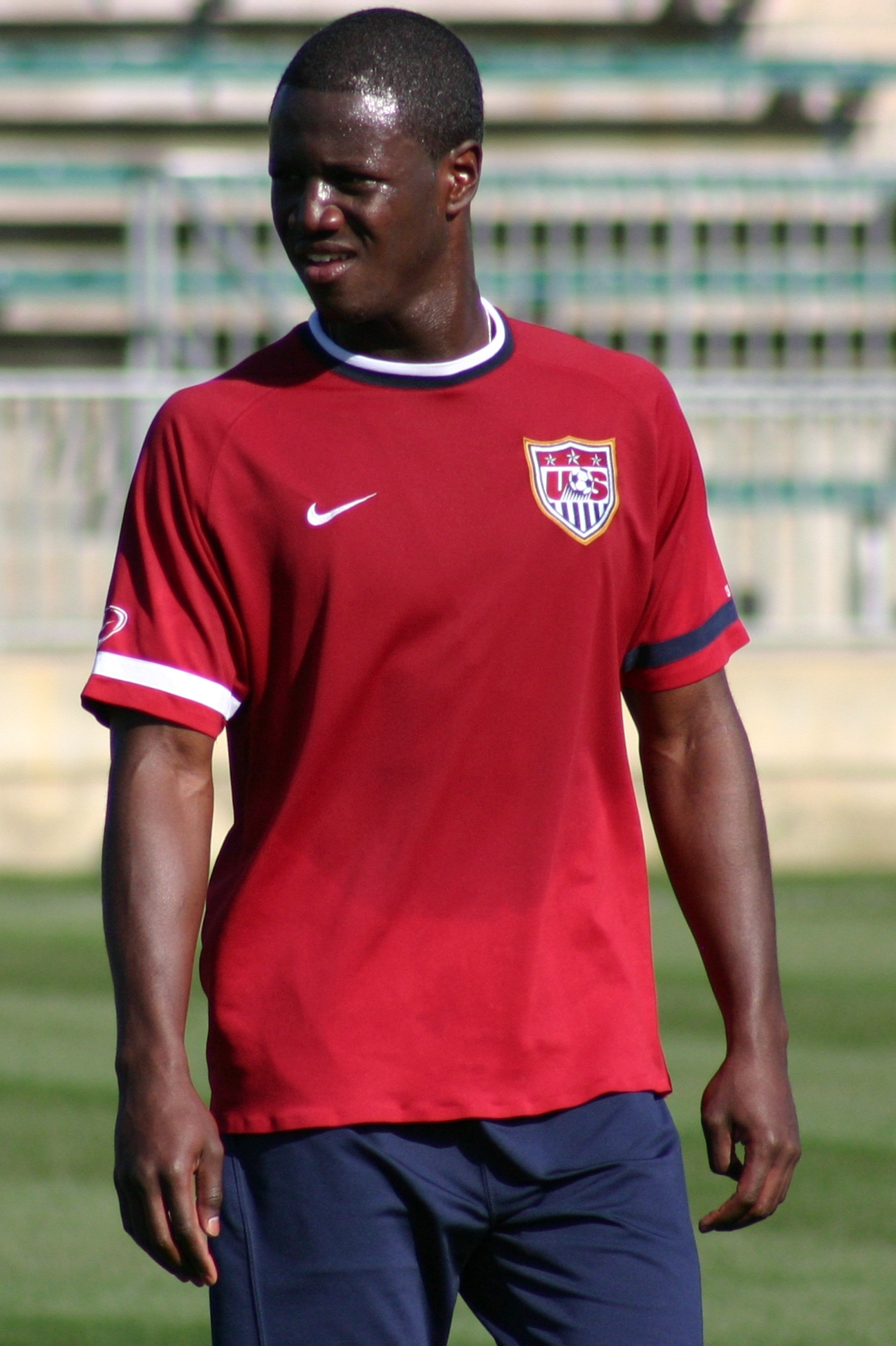
アメリカ代表で練習中のジョンソン

年代別代表としては、まずU-17代表で2000年から2001年にかけて25試合23得点といった驚異的な得点力で成功を収めると、U-20代表でも引き続き成功を収め、アラブ首長国連邦での2003 FIFAワールドユース選手権で3度のペナルティーキックを含む4得点を挙げて得点王に輝いた。

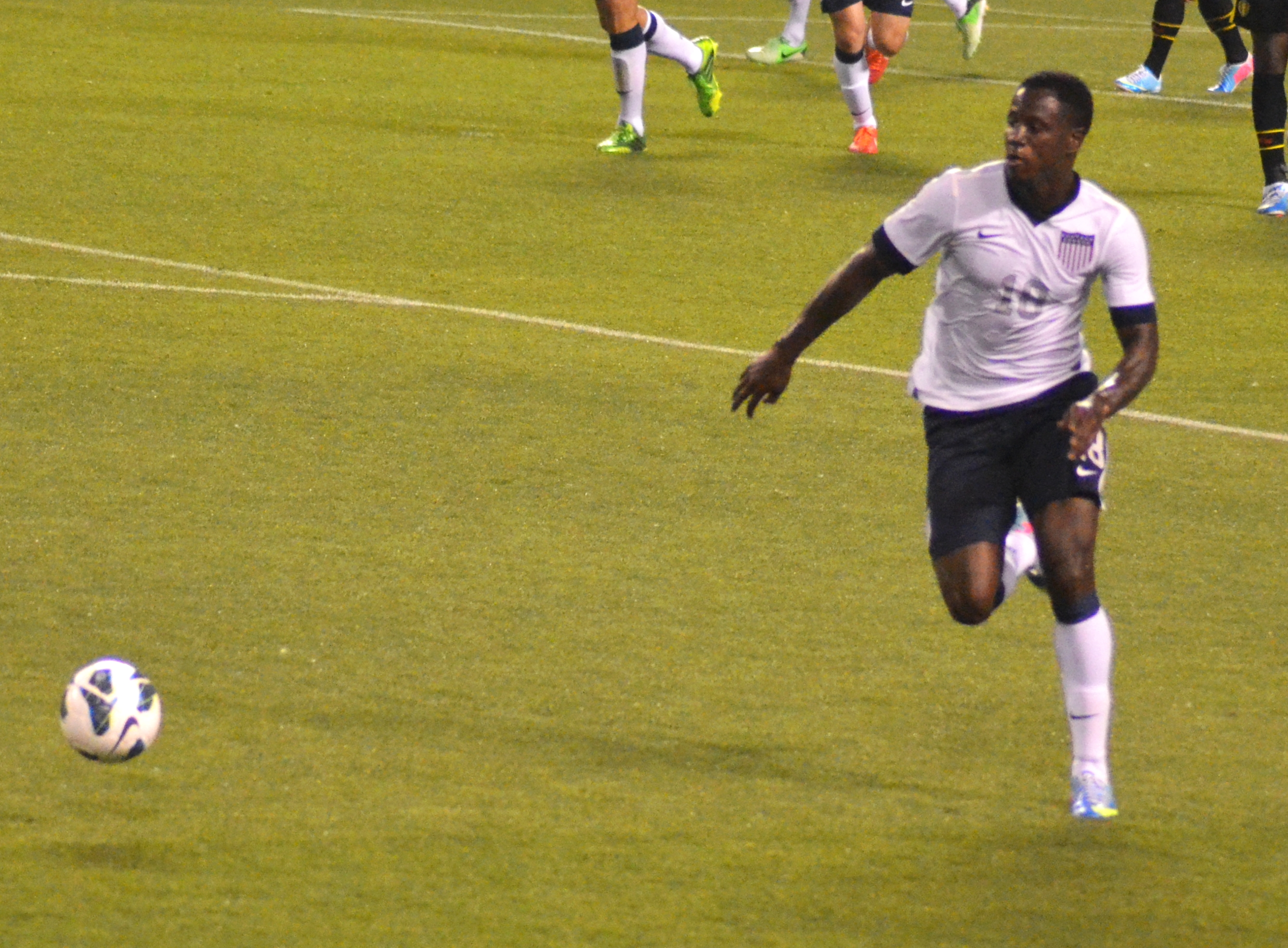
2013年5月のベルギー戦でのジョンソン

2004年10月9日のエルサルバドルとの2006 FIFAワールドカップ・北中米カリブ海予選でA代表初出場を飾って初得点を挙げると、それから4日後のパナマ戦で17分間でハットトリックを達成してアメリカ代表史上ハットトリックをした8人目の選手となった。出場3試合目のジャマイカ戦、4試合目のトリニダード・トバゴ戦と4試合連続で得点を挙げたことで1955年のウィリアム・ルービー（en）と2001年のブライアン・マクブライドと並んで代表の通算連続得点記録保持者となり、また、9得点のアーニー・スチュアート（en）と7得点のマクブライドに次ぐ、ワールドカップ予選でのアメリカ人選手の得点記録で3位となった。その後、2005年3月30日のグアテマラ戦での決勝点により、同予選では最終的に6試合7得点を挙げた。
2006 FIFAワールドカップに2試合出場し、コパ・アメリカ2007と2007 CONCACAFゴールドカップにも参加したジョンソンは、コバ・アメリカ初戦のアルゼンチン戦（1-4）でペナルティーキックによって先制点を挙げた。2010 FIFAワールドカップでは、2010年5月11日に合宿へのメンバーの1人に選出されたものの、合宿に参加する前の5月12日にクラブでの試合中にハムストリングを負傷した影響もあって南アフリカ行きを逃した。以後、代表から遠ざかっていたが、クラブでの活躍とジョジー・アルティドールの不調によって2012年10月12日に2014 FIFAワールドカップ・北中米カリブ海予選のアンティグア・バーブーダ戦で呼び戻されると、2010年5月のチェコ戦以来の出場を果たして2得点を挙げた。また、グアテマラ戦でクリント・デンプシーの決勝点をアシストした。
2013年6月11日のシアトルでのパナマ戦で自身が在籍するクラブのホームスタジアムセンチュリーリンク・フィールドで得点を挙げ、試合後に地元のファンの前でプレー出来ることの喜びを語った。9月11日にライバルであるメキシコ戦で重要な先制点を挙げて勝利と2014 FIFAワールドカップへの出場権獲得に貢献した。

## 代表歴

### 出場大会
- アメリカ代表
  - 2006 FIFAワールドカップ

### 試合数
- 国際Aマッチ 63試合 19得点（2004年-2014年）[52]

| アメリカ代表 | 国際Aマッチ | 国際Aマッチ |
| 年           | 出場        | 得点        |
| ------------ | ----------- | ----------- |
| 2004         | 3           | 5           |
| 2005         | 6           | 3           |
| 2006         | 11          | 1           |
| 2007         | 11          | 2           |
| 2008         | 6           | 1           |
| 2009         | 2           | 0           |
| 2010         | 3           | 0           |
| 2011         | 0           | 0           |
| 2012         | 2           | 2           |
| 2013         | 17          | 5           |
| 2014         | 2           | 0           |
| 通算         | 63          | 19          |

## タイトル
代表
- CONCACAFゴールドカップ : 2007, 2013

個人
- FIFA U-20ワールドカップ得点王 : 2003
- MLS年間最優秀カムバック選手賞（英語版） : 2007, 2012